# Mod hjemve
Mod hjemve är en dansk granitskulptur av Palle Mørk, som står på kajen i Asaa hamn i Asaa i Brønderslev kommun i Nordjylland. 
Palle Mørk högg 2017 skulpturen Mod hjemve åt Brønderslev kommun som skänkte den till Asaa hamn. Den föreställer en sjöjungfru, som sitter på en sten. År 2021 krävde föreningen för ättlingar till skulptören Edvard Eriksen att kommunen skulle förstöra skulpturen, med motiveringen att den är ett plagiat av skulpturen Den lille havfrue på Langelinie i Köpenhamn. Eriksens  ättlingar har gjort sig kända för att driva långtgående krav på copyrightersättning för konstnärens verk (en copyright som löper ut den 1 januari 2030).

## Andra skulpturer med sjöjungfrumotiv
- Folkestone Mermaid i Folkestone i Storbritannien av Cornelia Parker, 2011
- Girl in a Wetsuit av Elek Imredy i Vancouver i Kanada, 1972

## Bildgalleri

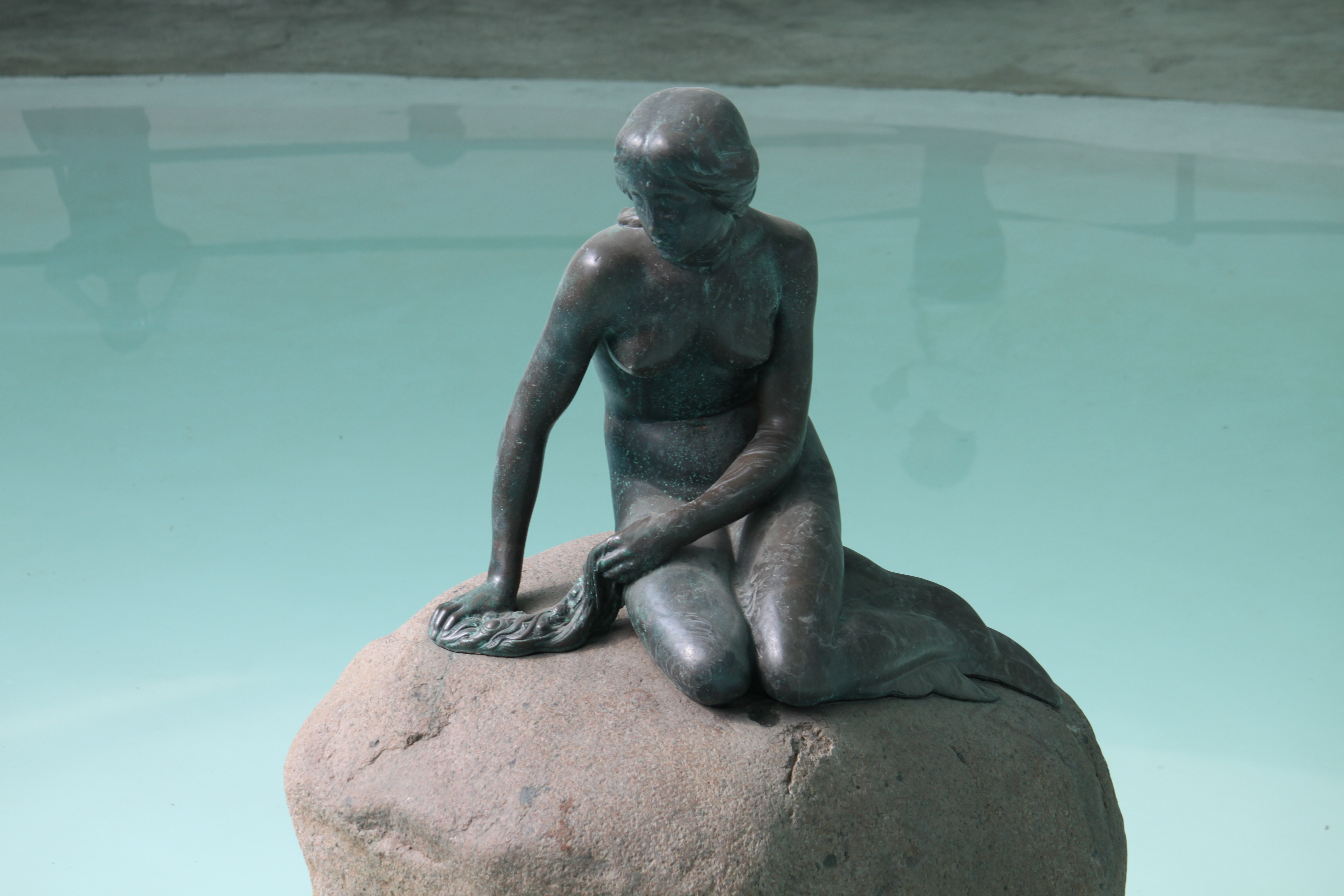
Den lille havfrue av Edvard Eriksen i Danmarks paviljong på Expo 2010 i Shanghai
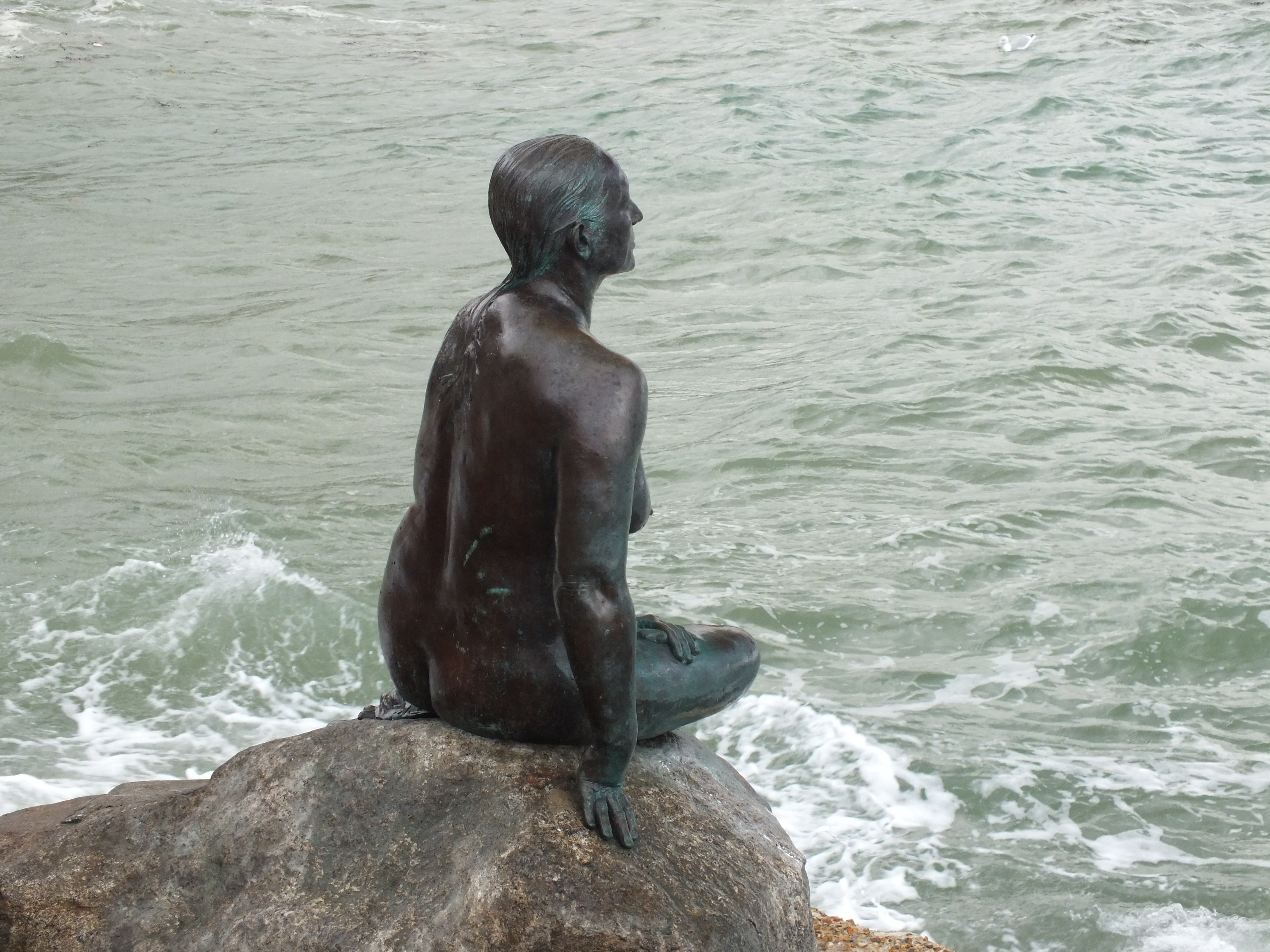
Folkestone Mermaid av Cornelia Parker
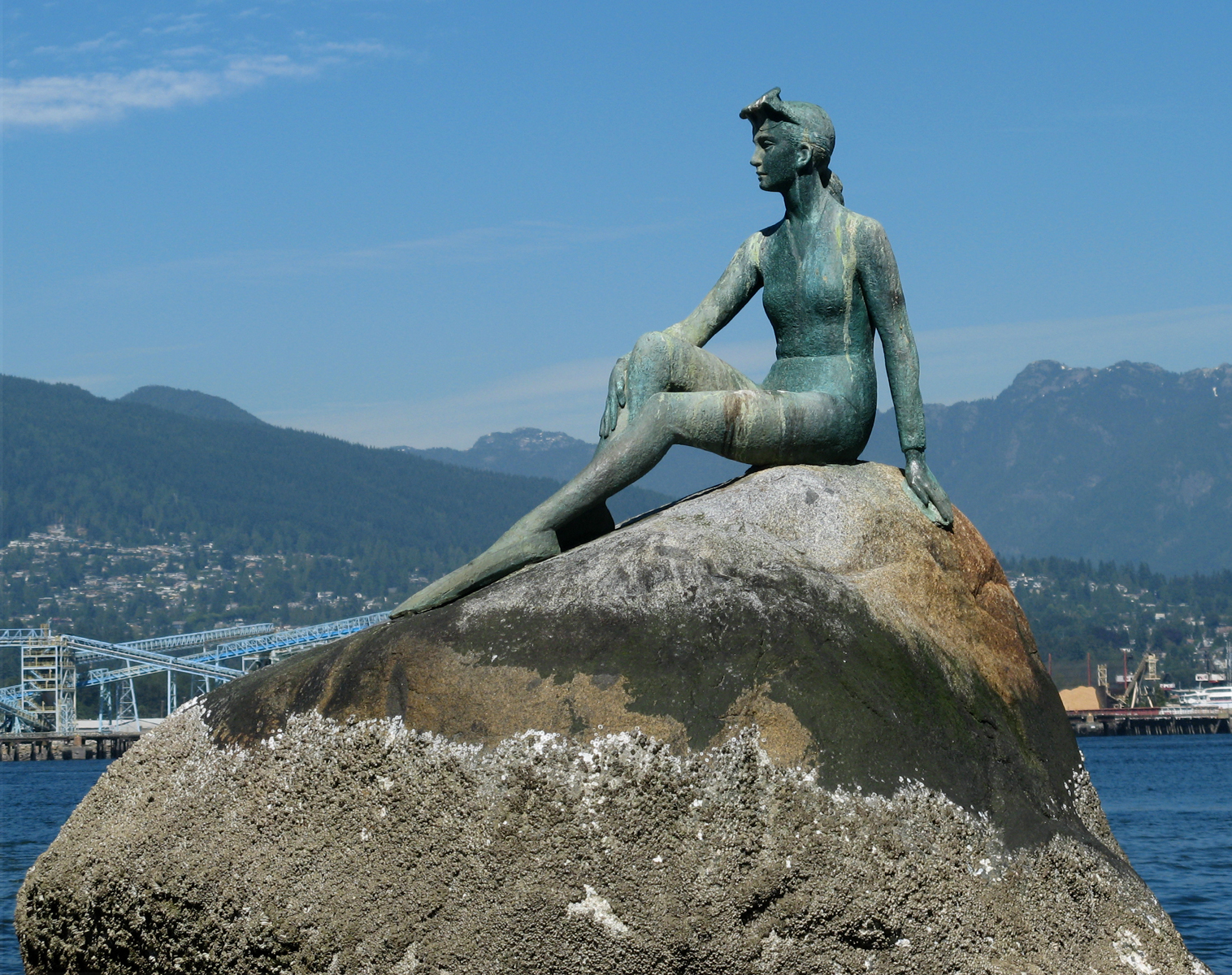
Girl in a Wetsuit av Elek Imredy